# فندق الفرنسيين
فندق الفرنسيين أو فندق الفرنسيس هو فندق يقع في مدينة تونس في منطقة فرنك (الجيب المسيحي القديم للمدينة العتيقة بتونس). يقع بالقرب من باب البحر.

## التاريخ
تم بناء الفندق في السنوات 1659-1660 في عهد حمودة باشا باي. وهو مستوحى من الهندسة المدنية المحلية في القرن السابع عشر.

تم تصنيف فندق التجار كنصب تاريخي منذ عام 1922. 

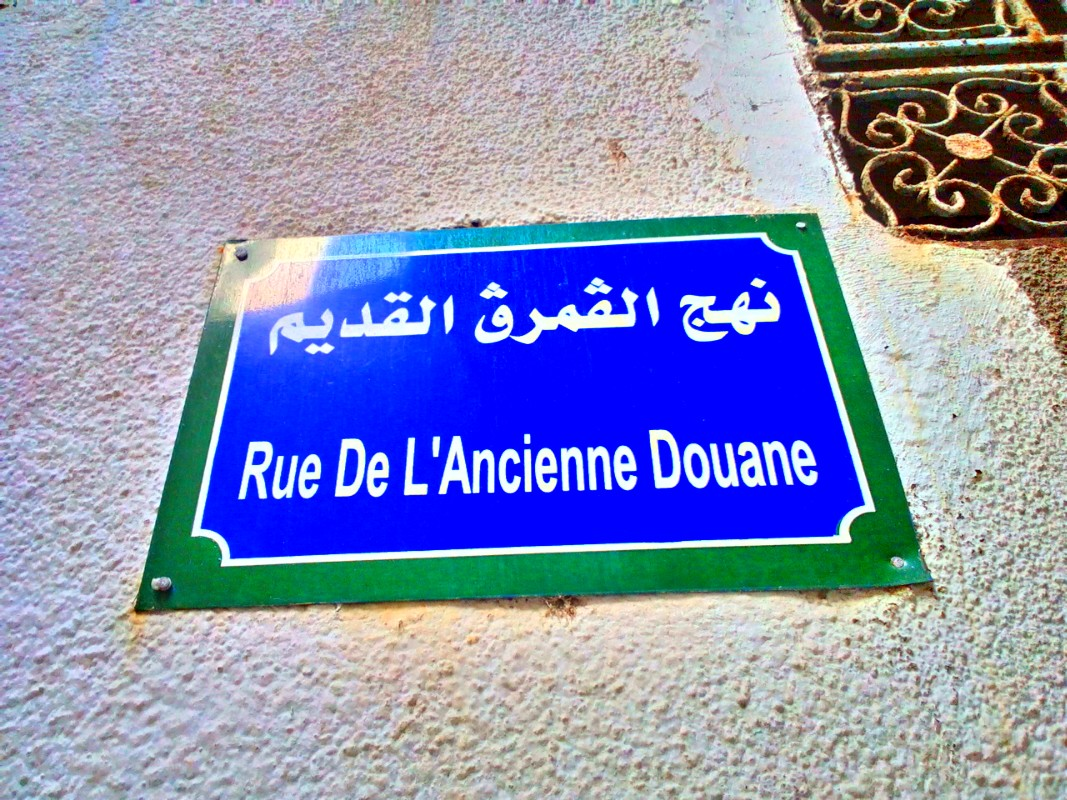
صفيحة معدنية باسم الشارع القديم
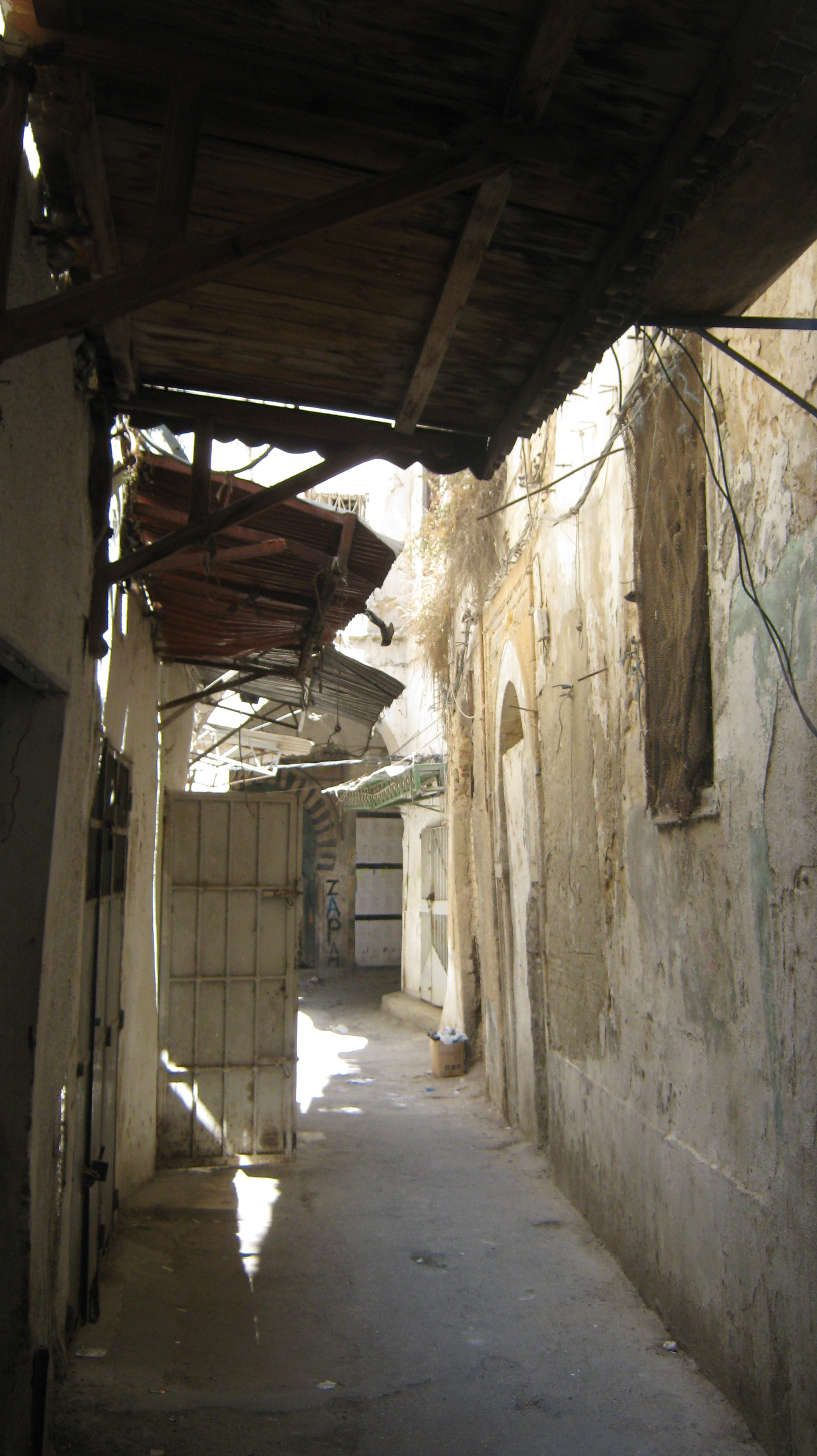
شارع الديوان القديم
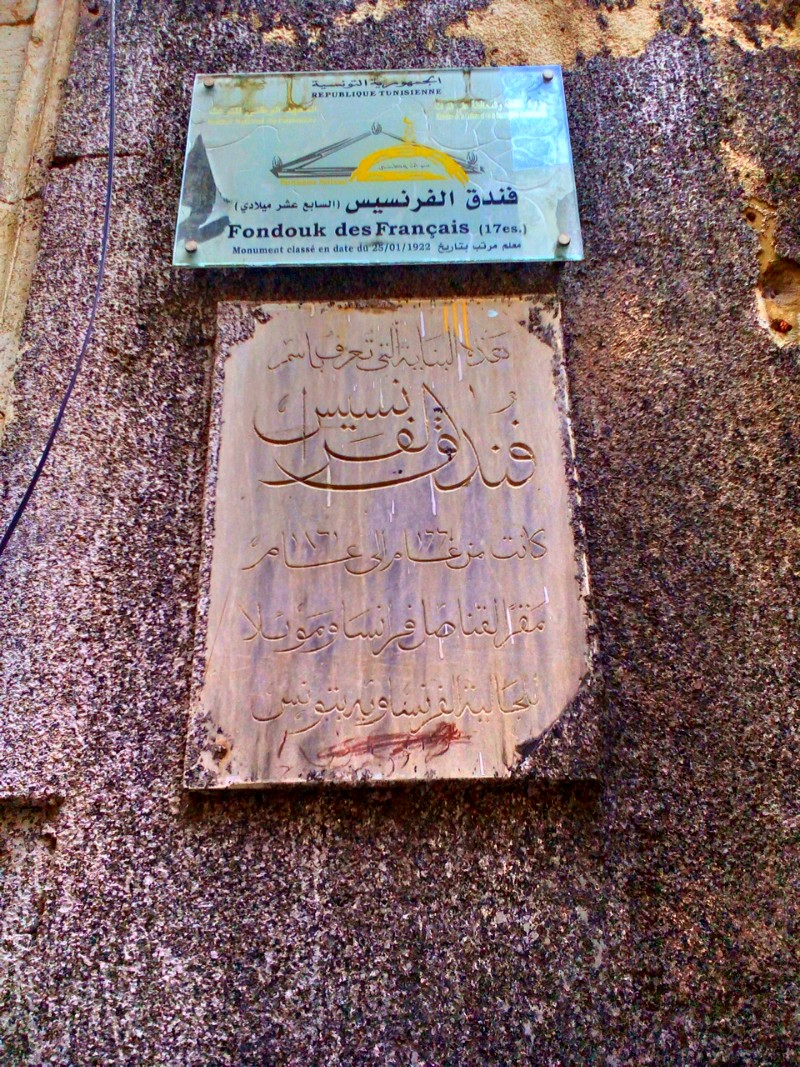
طبق من الفندق
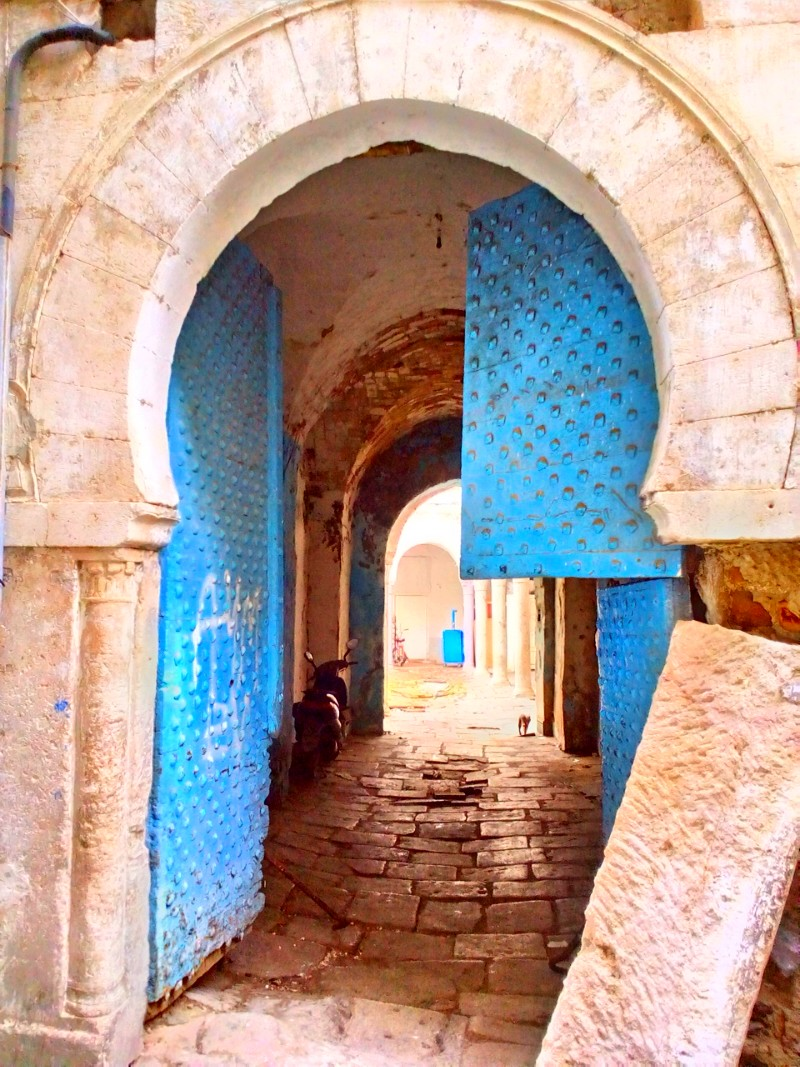
باب مدخل الفندق
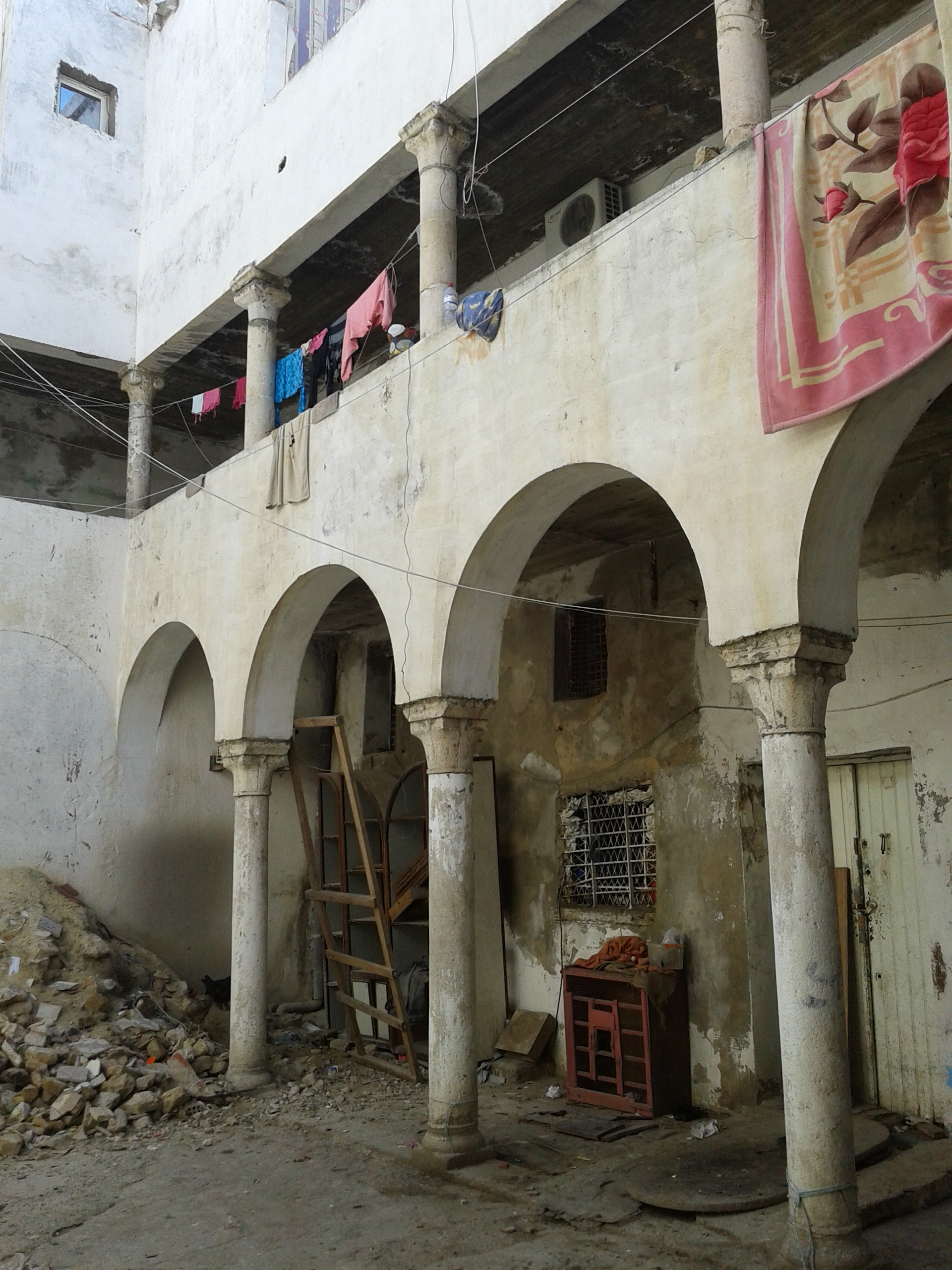
منظر للفندق